# Чувырин, Михаил Евдокимович
Михаи́л Евдоки́мович Чувы́рин (28 августа (9 сентября) 1883, с. Большой Макателем, Больше-Макателемская волость, Ардатовский уезд, Нижегородская губерния, Российская империя — 2 сентября 1947, Москва, СССР) — советский партийный, государственный и профсоюзный деятель, член ЦК КП(б) Украины.

## Биография
Родился 28 августа (9 сентября) 1883 в селе Большой Макателем близ станции Моховые горы Больше-Макателемской волости Ардатовского уезда Нижегородской губернии Российской империи (ныне село в составе городского округа Первомайск Нижегородской области России), в крестьянской семье мелкого служащего железной дороги.
В 1894 году окончил четырехклассное приходское училище при чугунолитейном Ташином заводе Ардатовского уезда.
С 1893 по 1903 годы работал на поденных работах, был учеником токаря, токарем на Ташином (Наташином) чугунолитейном заводе Ардатовского уезда и Сормовском заводе Нижегородской губернии. В 1902 году, работая на Сормовском заводе, активно участвовал в работе рабочих марксистских кружков.
Член РСДРП с 1903 года.
В 1903 – марте 1904 года – токарь механического завода братьев Бромлеев в Москве.
В апреле 1904 – июне 1905 года – рядовой 10-го гренадерского железнодорожного батальона русской армии в городе Владимире. 
В 1905 году за активное участие в революционном движении арестован и сослан в Уссурийский край.
В июле 1905 – 1908 года – токарь Николо-Уссурийского батальона и водокачки на станции Вяземская Приамурского края. В 1909-1910 годах - токарь механического завода братьев Бромлеев в Москве.
В 1910 – марте 1911 года – заключенный Бутырской и Первой Нижегородской тюрем, в ссылке в Москве, Нижнем Новгороде, Санкт-Петербурге, Киеве.
В апреле – июне 1911 года – токарь Сормовского завода города Нижнего Новгорода. В июне 1911 - 1914 года - токарь завода Ашанина Ардатовского уезда Нижегородской губернии.
В 1914 – феврале 1917 года – токарь автомобильной мастерской 2-й автомобильной роты русской армии.
В феврале 1917 – 1918 года – председатель бюро профсоюза Псковского совета рабочих и солдатских депутатов.
С 1918 года по 1921 год работает в партийных органах в Арзамасе. Арзамасский уездный комиссар по военным делам.
С 1922 года по 1923 год — ответственный секретарь Кобелякского уездного комитета КП(б) Украины Полтавской губернии.
С 1923 года по 1924 год — ответственный секретарь Красноградского окружного комитета КП(б) Украины.
С 1924 года — секретарь партийной коллегии и председатель Полтавской губернской контрольной комиссии КП(б) Украины.
С 1924 года по сентябрь 1927 года — ответственный секретарь Криворожского окружного комитета КП(б) Украины. Член Криворожского городского совета 9-го (свидетельство № 18) и 10-го (свидетельство № 52) созывов.
С 16 ноября 1927 года по июнь 1929 года — ответственный секретарь Луганского окружного комитета КП(б) Украины.
С 12 декабря 1925 года по 27 мая 1937 года — член ЦК КП(б) Украины.
С 29 октября 1927 года по 21 октября 1929 года — кандидат в члены Политического бюро ЦК КП(б) Украины.
С 19 декабря 1927 года по 26 июня 1930 года — кандидат в члены ЦК ВКП(б). Возглавлял Всеукраинскую редакцию «Истории фабрик и заводов».
С июня 1929 года по 1932 год — председатель Всеукраинского совета профессиональных союзов (ВУСПС). Входил во Всеукраинскую редакцию «Истории фабрик и заводов».
С 21 ноября 1929 года по 23 мая 1936 года — член Политического бюро ЦК КП(б) Украины.
С 13 июля 1930 года по 10 марта 1939 года — член ЦК ВКП(б).
С 22 июля 1932 года по 19 сентября 1932 года — 1 секретарь Донецкого областного комитета КП(б) Украины.
С 19 сентября 1932 года по март 1933 года — председатель Исполнительного комитета Донецкого областного совета.
В 1933 году — секретарь Донецкого областного комитета КП(б) Украины.
С 1933 года по 1936 год — председатель Всеукраинского Совета профсоюзов.
С 1936 года по 1938 год — председатель ЦК Союза рабочих слаботочной промышленности.
С 1938 года по 1946 год — руководитель Ревизионной группы ВЦСПС.
Умер 2 сентября 1947 года в Москве. Похоронен на Новодевичьем кладбище.

## Семья
Жена — Чувырина Анастасия Ивановна (1883—1957).